# IC 820
IC 820 est une vaste galaxie lenticulaire située dans la constellation de la Chevelure de Bérénice.
IC 820 est l'une des galaxies de la paire de galaxies de NGC 4676 (les galaxies des Souris) qui a été découverte par l'astronome germano-britannique William Herschel en 1785. L'autre galaxie est IC 819. NGC 4676 a aussi été observée par l'astronome autrichien Rudolf Ferdinand Spitaler le 20 mars 1892 et chacune des galaxies de la paire a ainsi été inscrite à l'Index Catalogue sous les désignations IC 819 et IC 820.

## Présentation
Sa vitesse par rapport au fond diffus cosmologique est de 6 802 ± 19 km/s, ce qui correspond à une distance de Hubble de 100,3 ± 7,0 Mpc (∼327 millions d'al).
IC 820 présente une large raie HI et c'est une galaxie active (AGN).
En raison d'une brillance de surface égale à 14,41 mag/am2, on peut qualifier IC 820 de galaxie à faible brillance de surface (LSB en anglais pour low surface brightness). Les galaxies LSB sont des galaxies diffuses (D) avec une brillance de surface inférieure de moins d'une magnitude à celle du ciel nocturne ambiant.

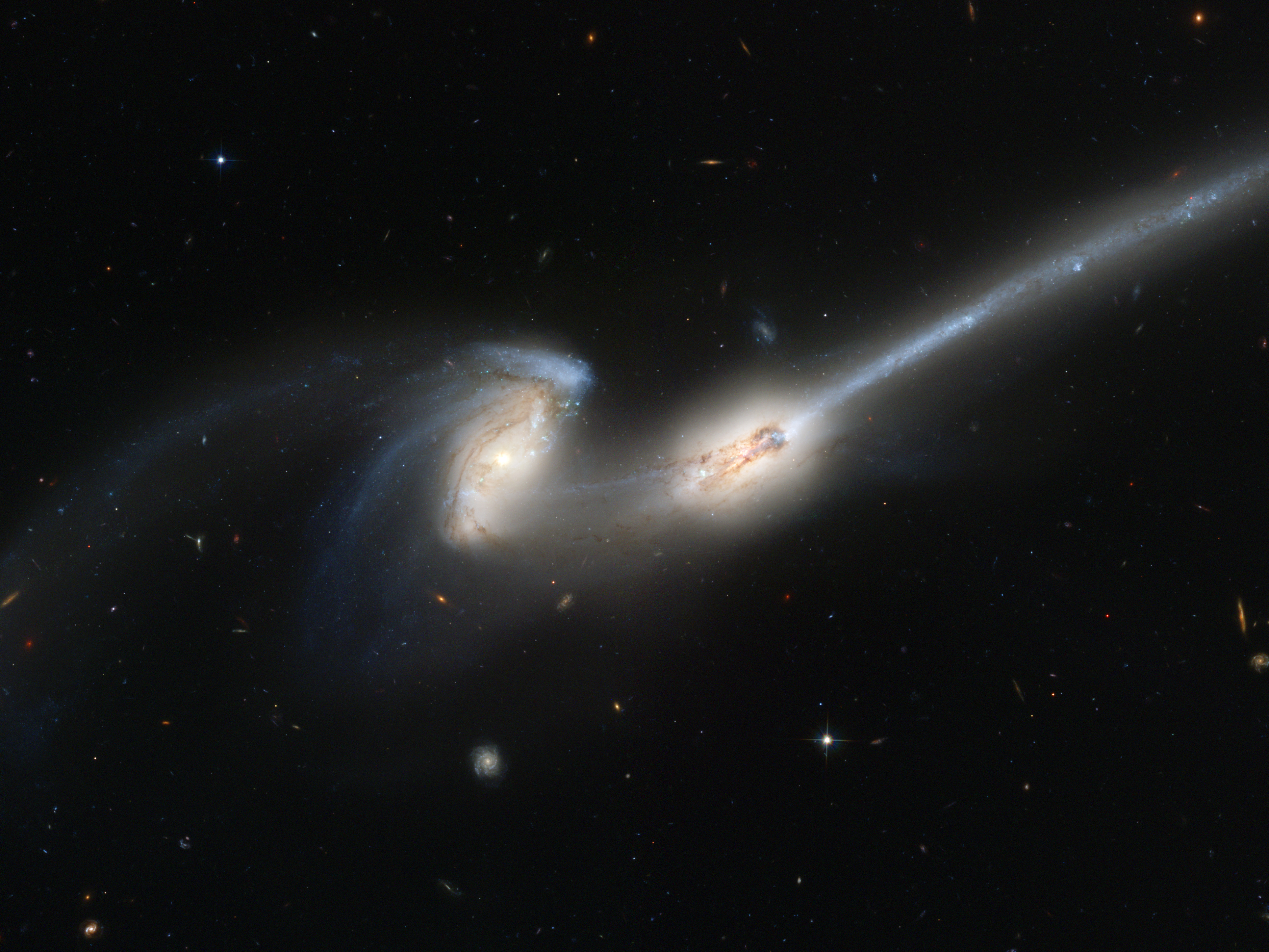
NGC 4636 par le télescope spatial Hubble. Voir l'article NGC 4676 pour une description de cette image.